# Dicallaneura dilectissima
Dicallaneura dilectissima är en fjärilsart som beskrevs av Lambertus Johannes Toxopeus 1944. Dicallaneura dilectissima ingår i släktet Dicallaneura och familjen Riodinidae. Inga underarter finns listade i Catalogue of Life.